# Curtis Stevens
Curtis Palmer Stevens (ur. 1 czerwca 1898 w Lake Placid, zm. 15 maja 1979 w Saranac Lake) – amerykański bobsleista, złoty medalista igrzysk olimpijskich.

## Kariera
Największy sukces osiągnął w 1932 roku, kiedy wspólnie ze swym bratem Hubertem zdobył złoty medal w dwójkach na igrzyskach olimpijskich w Lake Placid. Był to jego jedyny start olimpijski oraz jedyny medal wywalczony na międzynarodowej imprezie tej rangi. Kilkukrotnie zdobywał mistrzostwo kraju. Po zakończeniu kariery prowadził między innymi hotel w Lake Placid.
Jego bracia: Paul i Hubert również byli bobsleistami.